# Lijst van voetbalinterlands Armenië - Malta
Deze lijst van voetbalinterlands is een overzicht van alle officiële voetbalwedstrijden tussen de nationale teams van Armenië en Malta. De landen speelden tot op heden zes keer tegen elkaar. De eerste ontmoeting tussen de teams was een vriendschappelijk duel op 16 juli 1994 in Jerevan. Het laatste duel, eveneens een vriendschappelijke wedstrijd, werd gespeeld in Wattens (Oostenrijk)  op 29 mei 2018.

## Wedstrijden
| № | Plaats   | Datum             | Competitie           | Wedstrijd       | Uitslag |
| - | -------- | ----------------- | -------------------- | --------------- | ------- |
| 1 | Jerevan  | 16 juli 1994      | Vriendschappelijk    | Armenië – Malta | 1 – 0   |
| 2 | Ta' Qali | 12 september 2007 | Vriendschappelijk    | Malta – Armenië | 0 – 1   |
| 3 | Ta' Qali | 2 februari 2008   | Vriendschappelijk    | Malta – Armenië | 0 – 1   |
| 4 | Ta' Qali | 7 september 2012  | WK 2014 kwalificatie | Malta – Armenië | 0 – 1   |
| 5 | Jerevan  | 7 juni 2013       | WK 2014 kwalificatie | Armenië − Malta | 0 − 1   |
| 6 | Wattens  | 29 mei 2018       | Vriendschappelijk    | Armenië − Malta | 1 − 1   |

## Samenvatting
| Competitie        | Totaal gespeeld | Winst Armenië | Gelijk | Winst Malta | Doelsaldo Armenië – Malta |
| ----------------- | --------------- | ------------- | ------ | ----------- | ------------------------- |
| WK-kwalificatie   | 2               | 1             | 0      | 1           | 1 − 1                     |
| Vriendschappelijk | 4               | 3             | 1      | 0           | 4 − 1                     |
| Totaal            | 6               | 4             | 1      | 1           | 5 − 2                     |

Wedstrijden bepaald door strafschoppen worden, in lijn met de FIFA, als een gelijkspel gerekend.